# Podezřelé prázdniny
Podezřelé prázdniny jsou československý dobrodružný televizní seriál vzniklý v produkci Československé televize, která jej také v roce 1972 vysílala. Třídílnou minisérii natočil režisér Ludvík Ráža podle scénáře Heleny Sýkorové. Seriál je adaptací dětského románu Detektiv Kalle má podezření švédské spisovatelky Astrid Lindgrenové a věnuje se partě dětí z malého švédského městečka, jež řeší případ záhadných mužů, kteří zřejmě mají souvislost se strýcem jedné z dívek. Podle druhé knihy ze série o malém detektivovi Kallovi vznikla v roce 1991 minisérie Ohrožené prázdniny.

## Příběh
O letních prázdninách probíhá v malém švédském městečku mezi dětskými partami dobrodružný a zábavný střet, pojmenovaný válka Bílé a Červené růže. Tohoto zápolení se účastní i Kalle Blomkvist se svými kamarády, včetně Evy-Lotty. Právě k rodině Evy-Lotty přijede na léto její strýc Einar, který se s dětmi spřátelí. Zanedlouho se ale v městečku objeví dva neznámí muži, kteří možná mají s Einarem souvislost. Kalle se se svou skupinou proto rozhodne pátrat po tom, co tu strýc i ti dva neznámí skutečně pohledávají.

## Obsazení
- Luděk Munzar jako Einar, strýc Evy-Lotty
- Kateřina Bartáková jako Eva-Lotta Lisanderová
- Kamil Hurt jako Kalle Blomkvist
- Roman Skamene jako Anders Bengtsson
- Miloš Filipovský jako Benke
- Alena Kreuzmannová jako matka Evy-Lotty
- Jaromír Hanzlík jako Björk, strážmistr
- Vladimír Krška jako otec Evy-Lotty

## Produkce
Třídílnou minisérii Podezřelé prázdniny natočil režisér Ludvík Ráž podle scénáře Heleny Sýkorové, která jej vytvořila jako adaptaci dětské knihy Detektiv Kalle má podezření švédské spisovatelky Astrid Lindgrenové. Jednalo se o jeden z prvních dětských seriálů Československé televize. Do hlavní dětské role Kalleho Blomkvista byl obsazen Kamil Hurt, v dalších rolích se objevili Kateřina Bartáková či Roman Skamene, hlavní dospělou roli zahrál Luděk Munzar. Hudbu k seriálu napsal Ladislav Simon. Pro Československou televizi minisérii natočil ve čtvrtém čtvrtletí roku 1971 Krátký film Praha.

## Vysílání
Seriál Podezřelé prázdniny uvedla Československá televize na I. programu v dubnu 1972. První díl měl premiéru 1. dubna 1972, další následoval 2. dubna a závěrečná část byla odvysílána 3. dubna 1972. Minisérie byla zařazena do podvečerního vysílání, začátky jednotlivých dílů o délce od 27 do 31 minut byly v rozmezí od 17.15 hodin do 18.00 hodin.

### Seznam dílů
| Č. v seriálu | Režie       | Scénář          | Datum premiéry |
| ------------ | ----------- | --------------- | -------------- |
| 1            | Ludvík Ráža | Helena Sýkorová | 1. dubna 1972  |
| 2            | Ludvík Ráža | Helena Sýkorová | 2. dubna 1972  |
| 3            | Ludvík Ráža | Helena Sýkorová | 3. dubna 1972  |

## Přijetí
Jiří Moc ve své publikaci Seriály od A do Z z roku 2009 uvedl, že Podezřelé prázdniny byly spíše pokusem o seriál ve formě televizního triptychu, nicméně režisér Ludvík Ráža se podle Moce na něm naučil práci, kterou zužitkoval v dalších dětských seriálech, jako byli My z konce světa či My všichni školou povinní.

## Související díla
Podle námětu druhé knihy ze série o malém detektivu Kallovi s názvem Svěřte případ Kallovi natočila Československá televize opět podle scénáře Heleny Sýkorové minisérii Ohrožené prázdniny, která měla premiéru v roce 1991.